# Aloe thompsoniae
Aloe thompsoniae ist eine Pflanzenart der Gattung der Aloen in der Unterfamilie der Affodillgewächse (Asphodeloideae). Das Artepitheton thompsoniae ehrt Sheila Thompson (geborene Clifford), die die Pflanze 1924 sammelte.

## Beschreibung

### Vegetative Merkmale
Aloe thompsoniae wächst stammlos oder sehr kurz stammbildend, sprosst und verzweigt sich von der Basis aus und bildet dichte Gruppen. Die 12 bis 18 lanzettlich verschmälerten Laubblätter sind vielreihig-rosettig an den Trieben angeordnet. Die grüne, undeutlich linierte Blattspreite ist 15 bis 20 Zentimeter lang und etwa 1,5 Zentimeter breit. Auf ihr befinden sich nahe der Basis wenige zerstreute weiße längliche Flecken. Auf der Blattoberseite sind sie zahlreicher und runder. Die feste, weißen Zähne am Blattrand sind etwa 1 Millimeter lang und stehen 1 bis 2 Millimeter voneinander entfernt.

### Blütenstände und Blüten
Der einfache Blütenstand erreicht eine Länge von bis zu 20 Zentimeter. Die dichten, pyramidal-kopfigen Trauben sind 3 bis 4 Zentimeter lang und 4 bis 5 Zentimeter breit. Die eiförmig spitz zulaufenden Brakteen weisen eine Länge von etwa 10 Millimeter auf und sind 5 bis 6 Millimeter breit. Die korallenroten Blüten stehen an 15 bis 20 Millimeter langen Blütenstielen. Sie sind 25 bis 28 Millimeter lang und an ihrer Basis kurz verschmälert. Oberhalb des Fruchtknotens sind die Blüten nicht verengt. Ihre äußeren Perigonblätter sind nicht miteinander verwachsen. Die Staubblätter und der Griffel ragen nicht aus der Blüte heraus.

## Systematik und Verbreitung
Aloe thompsoniae ist in der südafrikanischen Provinz Limpopo auf felsigen Klippen in Höhen von 1600 bis 2100 Metern verbreitet.
Die Erstbeschreibung durch Barend Hermanus Groenewald wurde 1936 veröffentlicht.

## Nachweise